# Tokelau (langue)
Cet article concerne la langue tokelau. Pour l'archipel des Tokelau, voir Tokelau.
Le tokelau, parfois tokelauan, rarement tokelauien, est une langue polynésienne, parlée aux Tokelau, en Nouvelle-Zélande.

## Situation sociolinguistique
Cette langue est parlée par 1 300 personnes aux Tokelau et par quelques habitants de l'île de Swains, île située au nord du groupe d'îles principal des Samoa américaines. Elle fait partie des langues polynésiennes. Avec l'anglais, c'est la langue officielle des Tokelau. En plus de la population des Tokelau, le tokelau est parlé par près de 3 000 Tokelauans expatriés dans la région d'Auckland. Le tokelau est enseigné au sein du cercle familial ou dans quelques écoles privées.
L'UNESCO classe le tokelau parmi les langues sérieusement en danger, le projet Langues en danger le classe parmi les langues menacées. Les Tokelauiens craignent de voir leur langue disparaître à cause des migrations entraînées par le changement climatique (de plus en plus d'insulaires quittent les atolls pour la Nouvelle-Zélande, où la transmission se perd). Sur les 7000 Tokelauans de Nouvelle-Zélande, seuls 32% parlent la langue.

## Écriture
Cette langue n'utilise que 15 lettres : a, e, i, o, u, f, g, k, l, m, n, p, h, t, v. Elle se compose de 5 voyelles : a, e, i, o et u et de 10 consonnes : f, g, k, l, m, n, p, h, t, v. Les voyelles longues sont notées avec le macron : ā, ē, ī, ō, ū ; mais le macron n’est pas toujours noté.

## Divers
Quelques mots de tokelauan :
- « Salut » : malo ni / tofaa / taloha
- « Comment ça va ? » / « Comment fais-tu ? » : Ea mai koe ?
- « Très bien » : ko au e lelei
- « S'il te plaît » : faka molemole
- « Merci » : faka fetai
- « Oui » : lo
- « Non » : heai
- « Il fait beau » : te manaia o te tau
- « Vous êtes fou ! » : Koe te hoho !
- « Ne cours pas si vite ! » : Koe na he vili lahi !
- « Arrête de danser ! » : Fakauma te hiva !